# Ferme-château de Saint-Mœurs
La ferme-château de Saint-Mœurs est une ferme située à Villefranche-d'Allier, en France.

## Localisation
La ferme-château est située sur la commune de Villefranche-d'Allier, dans le département français de l'Allier. Elle se trouve à environ 3 km à l'ouest du bourg de Villefranche, sur l'ancienne paroisse et commune de Neuville.

## Historique
L'édifice est inscrit au titre des monuments historiques en 1978.